# Antonae
Antonae (лат.) — род равнокрылых насекомых из семейства горбаток (Membracidae). Неотропика.

## Распространение
Встречаются в Центральной и Южной Америке: Боливия, Бразилия, Венесуэла, Колумбия, Коста-Рика, Мексика, Панама, Перу и Эквадор.

## Описание
Длина тела менее 1 см. Пронотум вздутый с шиповидными надплечевыми рогами; задний отросток заострённый, шиповидный; дорзум пронотума отчётливо извилистый при боковом виде; задний отросток с одним углублением и одним небольшим сужением за плечевыми углами. Питаются на растениях из семейств Астровые (Asteraceae) и Паслёновые (Solanaceae). Имаго обычно одиночные, но некоторые нимфы и имаго были замечены сгруппированными под листьями или апикальными меристемами. Морфология нимф улучшает их маскировку с индуцентами растений-хозяев.

## Классификация
Около 20 видов.
- Antonae bulbosa Funkhouser
- Antonae centrotoides Walker
- Antonae ciliata Fairmaire
- Antonae dilatatus Richter
- Antonae elegans Fowler
- Antonae eva Schmidt
- Antonae flaccida Fairmaire
- Antonae gracilicornis Richter
- Antonae guttipes Walker
- Antonae incornigera Richter
- Antonae incrassata Fairmaire
- Antonae inflata Stål
- Antonae nigerrima Richter
- Antonae nigropunctata Goding
- Antonae nigrovittata Richter
- Antonae nodosa Funkhouser
- Antonae pacificata Buckton
- Antonae praegrandis Richter
- Antonae sufflava Richter
- Antonae terminata Fairmaire
- Antonae tigrina Fairmaire